# Neptosternus boukali
Neptosternus boukali is een keversoort uit de familie waterroofkevers (Dytiscidae). De wetenschappelijke naam van de soort is voor het eerst geldig gepubliceerd in 1999 door Lars Hendrich en Michael Balke.
De soort is genoemd naar de Tsjechische entomoloog David Boukal, die het typemateriaal verzamelde in de zuid-Indische deelstaat Kerala in 1994.